# Pedras Tinhosas
Pedras Tinhosas és el nom que rep un petit arxipèlag format per dos illots al sud-oest de l'illa de Príncipe, en el golf de Guinea, de l'oceà Atlàntic, al país africà de São Tomé i Príncipe. Les seves illes principals són Tinhosa Grande i Tinhosa Pequena. Els illots serveixen com a lloc d'aniument per a una gran varietat d'aus marines en perill d'extinció.
Des de 2012 forma part de la Reserva de la Biosfera de l'Illa de Príncep (també coneguda com a Reserva de la Biosfera Príncep, que abasta les seves illes circumdants) i inclou aproximadament el 90% de la totalitat de la superfície que envolta l'illot i al sud de l'illa propera, des del nivell del mar fins a uns 140 metres més avall.